# Аджарская Автономная Советская Социалистическая Республика
Аджа́рская Автоно́мная Сове́тская Социалисти́ческая Респу́блика — административно-территориальная единица в составе Грузинской ССР, существовавшая в 1921—1990 годах. Столица — город Батуми.
Была образована как автономия грузин-мусульман 16 июня 1921 года и первоначально называлась Автономная Социалистическая Советская Республика Аджаристан. 5 декабря 1936 была переименована в Аджарскую Автономную Советскую Социалистическую Республику. В декабре 1990 года преобразована в Аджарскую Автономную республику.
В административном отношении в конце своего существования Аджарская АССР делилась на 5 районов: Кедский, Кобулетский, Хелвачаурский, Хулойский и Шуахевский.

## Административное деление
Первоначально Аджарская АССР была разделена на 5 уездов, которые делились на теми (волости). В 1925 году Батумский уезд был переименован в Чорохский и АТД республики стало выглядеть так:
| Уезд                   | Центр         | Теми                                                                          |
| ---------------------- | ------------- | ----------------------------------------------------------------------------- |
| Аджарис-Цкальский уезд | Аджарис-Цкали | Аджарис-Агматский, Дологанский                                                |
| Кедский уезд           | Кеди          | Кедский, Мериский, Цхмориский                                                 |
| Кобулетский уезд       | Кобулети      | Кинтришский, Кобулетский, Чаквский, Чахатский                                 |
| Хулоский уезд          | Хуло          | Дорясомский, Карадерский, Рикетский, Схалтский, Учаштский, Хулоский, Чванский |
| Чорохский уезд         | Батум         | Гонеский, Кахаберский, Ортабатомский                                          |

В ходе административной реформы 1929—1930 годов уезды были преобразованы в районы, а их число уменьшилось сначала до 4 (Батумский, Кедский, Кобулетский и Хулойский), а потом до 3 (упразднён Батумский район), вскоре, однако, восстановленный. В 1934 году АТД Аджарии выглядело так:
- город Батум
- Батумский район
- Кедский район
- Кобулетский район
- Хулинский район.

13 декабря 1952 году был образован пятый район — Шуахевский.

## Руководство республики

### Аджарский областной комитет КП(б) — КП Грузии
- 1921—1922 ответственный секретарь Жгенти, Тенгиз Гигоевич
- 1922—1924 ответственный секретарь Сванидзе, Николай Самсонович
- 1924—1925 ответственный секретарь Гогоберидзе, Леван Давидович
- 1926 ответственный секретарь Акиртава, Николай Николаевич
- ответственный секретарь Мамулия, Самсон Андреевич
- по 1929 ответственный секретарь Меладзе, Павел Григорьевич
- 1929 ответственный секретарь Панцхава, Николай Евсеевич
- по 13.01.1932 ответственный секретарь Гобечия, Михаил Алексеевич
- 13.01.1932-13.04.1937 ответственный, а затем первый секретарь Геурков, Артемий Григорьевич
- 13.04.1937-23.02.1938 первый секретарь Кочламазашвили, Иосиф Дмитриевич
- 23.02.1938- 29.11.1938 первый секретарь Саджая, Алексей Николаевич
- 1938—1940 первый секретарь Барамия, Михаил Иванович
- 1940—1944 первый секретарь Твалчрелидзе, Георгий Григорьевич
- 1944—1951 первый секретарь Бечвая, Кирилл Георгиевич
- 1951- 12.07.1952 первый секретарь Хантадзе, Давид Георгиевич
- 12.07.1952 — 05.1953 первый секретарь Цинцабадзе, Григорий Наевич
- 05.1953 — 01.1954 первый секретарь Джаши, Макарий Иванович
- 01.1954 — 1961 первый секретарь Мамуладзе, Давид Михайлович
- 1961—1975 первый секретарь Тхилайшвили, Александр Дурсунович
- 1975—1986 первый секретарь Папунидзе, Вахтанг Рафаэлович
- 1986 — 08.03.1990 первый секретарь Эмиридзе, Гурам Хусейнович
- 08.03.1990 — 1991 первый секретарь Хахва, Тенгиз Сулейманович

### ЦИК-Верховный Совет
- до 1929 председатель ЦИК Моцкобили
- 1929 председатель ЦИК Сурманидзе
- 1929—1937 председатель ЦИК Лордкипанидзе, З. Д.
- 1937 — 07.1938 председатель ЦИК Футкарадзе, Исмаил Хасанович и. о.
- 07.1938 — 01.1954 председатель Верховного Совета Давитадзе, Дауд Алиевич
- 01.1954- 1955 председатель Верховного Совета Беридзе, Арчил Михайлович и.о.
- 1955—1965 председатель Верховного Совета Комахидзе, Реваз Мурадович
- 1969—1990 председатель Верховного Совета Диасамидзе, Давид Дурсунович

### ВРК-СНК-СМ
- 16.07 — 15.11.1921 председатель Революционного комитета Гамбаров, Александр Григорьевич
- 15.11.1921 — 10.01.1922 председатель Революционного комитета Жгенти, Тенгиз Гигоевич
- 01.1922 — 11.1922 председатель СНК Гамбаров, Александр Григорьевич
- 1925 Химшиашвили, Тахсим
- 1929 Гогоберидзе, Мамед
- с 1930 обязанности СНК исполнял Президиум ЦИК ААССР
- 07.1938 — 10.1947 председатель СНК-Председатель Совета Министров Футкарадзе, Исмаил Хасанович
- 10.1947 — 1953 председатель Совета Министров Гоголишвили, Мамия Алексеевич
- 1953 — 01.1954 председатель Совета Министров Мамуладзе, Давид Михайлович
- 01.1954 — 03.1961 председатель Совета Министров Тхилайшвили, Александр Дурсунович
- 1961—1970 председатель Совета Министров Давитадзе, Леван Михайлович
- 1976 председатель Совета Министров Джаши, Ираклий Азизович
- 1977—1980 председатель Совета Министров Унгиадзе, Юрий Гедеванович

## Военный гарнизон Аджарии
В январе 1921 года 9-я стрелковая дивизия переброшена в Закавказье для установления советской власти
на Кавказе. 25 февраля дивизия в составе 11-й армии вошла в Тбилиси, а в середине марта в Батуми.
- 9 мая 1921 года в дивизию вливается 34-я стрелковая дивизия (в составе которой 36-й стрелковый полк).
- 16 октября 1921 года дивизия переформировывается в 1-ю и 2-ю Кавказские бригады с дислокацией в Тбилиси и Батуми. А через 7 месяцев 22 июля 1922 года, из этих двух бригад формируется 1-я Кавказская стрелковая дивизия со штабом в Батум.

29.02.1928 года к 10 летию РККА дивизия награждается Почётным Революционным Красным Знаменем за выдающиеся заслуги перед Родиной и высокие показатели в боевой учёбе.
Правительство Грузии, учитывая особые заслуги в деле укрепления советской власти в Закавказье взяло шефство над дивизией. Ей присваивается наименование «имени ЦИК ССР Грузии».
Отныне дивизия именуется 1-я Кавказская Краснознамённая стрелковая дивизия имени ЦИК ССР Грузии.
В 1931 году дивизия переформировывается в горнострелковую дивизию.
22 марта 1936 года дивизия награждаетсяОрденом Красной Звезды.
21.05.1936 года переименована и носила название 9-я горнострелковая Краснознамённая ордена Красной Звезды дивизия имени ЦИК ССР Грузии.
В декабре 1942 года 9-я горнострелковая дивизия (СССР) перебрасывается под Туапсе для участия в Краснодарской наступательной операции.
Боевые Знамёна 
- Боевое Знамя.1-я Стрелковая Кавказская дивизия. Музей 9-й мсд. Майкоп.
- Боевое Знамя.1-я Стрелковая Кавказская дивизия (реверс).
- Боевое Знамя 1-й Кавказской гсд. Музей 9-й мсд. Майкоп.
- Боевое Знамя 1-й Кавказской гсд (реверс).
- Боевое Знамя.306-й стр. полк-ныне 1-й стр. Кавказский полк им. ЦИК Аджарской АССР. Музей 9-й мсд. Майкоп.
- Боевое Знамя. 306-й стр. полк-ныне 1-й стр. Кавказский полк им. ЦИК Аджарской АССР (реверс).
- Боевое Знамя. 4-й Стрелковый Грузинский полк 1-й Кавказской сд (гсд). Музей 9-й мсд. Майкоп.
- Боевое Знамя. 4-й Стрелковый Грузинский полк 1-й Кавказской сд (гсд) (реверс).
- Боевое Знамя. 7-й ГРУЗИНСКИЙ ГОРНЫЙ СТРЕЛКОВЫЙ ПОЛК 1-й Кавказской гсд. Музей 9-й мсд. Майкоп 2014.
- Боевое Знамя (реверс)7-й ГРУЗИНСКИЙ ГОРНЫЙ СТРЕЛКОВЫЙ ПОЛК (реверс) 1-й Кавказской гсд.